# 金融壹账通
金融壹账通（英文：OneConnect，：OCFT、港交所：6638）是一个于2015年12月成立的面向金融机构的云服务平台，为中国平安集团的联营公司。叶望春任董事长兼首席执行官。
2023年11月，陸金所以9.33億港元向金融壹賬通收購平安壹賬通銀行（香港）。